# Landhuis Bloemhof
Landhuis Bloemhof is een voormalig plantagehuis in Curaçao, gelegen aan de Santa Rosaweg in Willemstad. Het is in gebruik als museum annex galerie.

## Geschiedenis
Landhuis Bloemhof is gebouwd in de achttiende eeuw. Aanvankelijk heette het Landhuis Nooit gedacht. Het stond op een zogenaamde waterplantage: op het terrein werd water opgeslagen in putten en verkocht voor gebruik op het land en voor de schoonmaak. Daarnaast werd regenwater als drinkwater verkocht. Later werd op de plantage van het landhuis laraha verbouwd, een citrusvrucht die onder andere gebruikt wordt voor het maken van de likeur Blue Curaçao. De schillen werden gedroogd op het pad naar de oorspronkelijke ingang.
Bloemhof is vaak van eigenaar gewisseld. De eerste verkoop vond plaats in 1735, maar sinds 1919 is het landhuis in bezit van de familie Maduro. Beeldhouwer en schrijver May Henriquez (1915-1999), kleindochter van de oorspronkelijke eigenaar, logeerde in de vakanties vaak lange tijd bij haar oma op Bloemhof. In de jaren veertig werd op het terrein een modern woonhuis voor Max en May Henriquez gebouwd. In dat pand zijn nu restaurant Number Ten en het Natuurhistorisch Museum gevestigd.
Door toedoen van May Henriquez werd Bloemhof in de jaren vijftig van de twintigste eeuw een ontmoetingsplaats voor schrijvers, dichters, schilders, beeldhouwers en andere kunstenaars. De Curaçaose kunstenaarsstroming de Trappisten hield in 1956 haar tweede grote groepsexpositie hier. Tegenwoordig is Bloemhof een museum annex expositieruimte. De dochters van May Henriquez, Diane en Nicole Henriquez, hebben in 2003 een stichting in het leven geroepen om het culturele aspect te waarborgen. Er zijn doorlopend exposities van Caribische kunst en er worden lezingen, workshops, cursussen en concerten gegeven.
In het landhuis staat veel kunst en antiek uit Curaçao en elders, en onder meer een gedeelte van de kunstverzameling van de familie Henriquez. In het winkeltje zijn boeken over het eiland te koop en kleurrijke souvenirs die gemaakt zijn op het eiland. Het atelier van May Henriquez is gevestigd in het koetshuis, een langwerpig gebouw naast het hoofdgebouw. Het is gerestaureerd in dezelfde staat als toen zij er nog werkte. In hetzelfde gebouw is ook een bibliotheek met voornamelijk beeldende-kunstboeken, kunstenaarsarchieven en vele toneelscripts in het Papiaments. In de tuin van het landhuis staat een oud badhuis en een zwembad met waterputten, waterreservoirs en een dam. Ook zijn daar een beeldentuin, het atelier van beeldhouwer Hortence Brouwn en de kathedraal van doornen van Herman van Bergen te vinden.

## Architectuur
Landhuis Bloemhof is gebouwd in Mediterrane stijl. Het hoofdgebouw van twee verdiepingen is symmetrisch en heeft een zadeldak met dakkapellen. De open zijgalerijen en zijvleugels hebben schuine daken.